# Retamosa
Retamosa de Cabañas (también conocida simplemente como Retamosa) es una localidad española, pedanía del municipio de Cabañas del Castillo, perteneciente a la provincia de Cáceres, en la comunidad autónoma de Extremadura.

## Geografía
La localidad está ubicada en las inmediaciones del río Almonte, al abandonar dicho río la sierra de las Villuercas. Es el núcleo más al noroeste de todos los que conforman el territorio de Cabañas del Castillo. En sus inmediaciones se encuentran las poblaciones de Robledollano, Deleitosa y Aldeacentenera.

## Historia
A mediados del siglo XIX, el lugar tenía contabilizada una población de 246 habitantes. Aparece descrito en el decimotercer volumen del Diccionario geográfico-estadístico-histórico de España y sus posesiones de Ultramar de Pascual Madoz de la siguiente manera:

RETAMOSA: l. que forma ayunt. con Cabañas, en la prov., y aud. terr. de Cáceres (14 leg.), part. jud. de Logrosan (5), dióc. de Plasencia (14), c. g. de Estremadura (Badajoz 29): sit. en una llanura á corta distancia de las sierras, es de clima templado, bien ventilado y se padecen intermitentes. Tiene 60 casas, igl. parr. (La Encarnacion) servida por un teniente de nombramiento del Abad de Cabañas, y en los afueras el cementerio. Se surte de aguas potables en una fuente á las inmediaciones de esquisita calidad. Confina el térm. por N. con el de Robledo Llano; E. Roturas; S. Cabañas; O. Aldea-centera y Deleitosa á dist. del/4 á 1/2 leg. y comprende mucho monte pardo y algunas encinas en terreno escabroso y propio solamente para ganado cabrio: le baña el r. Almonte á 1/4 leg. S. el cual tiene un buen puente de ladrillo y piedra llamado del Conde, que da paso para Aldea-Centenera: sus aguas sirven para regar unas cuantas huertas y dar movimiento á 3 molinos harineros. Los caminos son vecinales: el correo se recibe en Guadalupe por propio cada ocho dias. prod.: centeno, trigo, cebada patatas, lino y legumbres: se mantiene ganado cabrío, de cerda y de labor, y se cria mucha caza. pobl.: 45 vec., 246 alm. cap. prod.: 411,500 rs. imp.: 20,575. contr.: 2,155 rs. 8 mrs.
(Madoz, 1849, p. 427)

## Fiestas
Patrona Nuestra Señora de la Encarnación (25 marzo) y San Sebastián (20 de enero)  Fiesta local, primer fin de semana de agosto.

## Patrimonio
Iglesia parroquial católica bajo la advocación de  Nuestra Señora de la Encarnación, en la Archidiócesis de Mérida-Badajoz, Diócesis de Plasencia, Arciprestazgo de Casatejada.